# Berjosowka (Kaliningrad, Bagrationowsk, Nadeschdino)
Berjosowka (russisch Берёзовка, deutsch Groß Sausgarten, Genditten, Kniepitten, Naunienen, Perkuiken, Pieskeim, Sossehnen, und Tollkeim) ist der gemeinsame Name acht ehemals eigenständiger Ortschaften in der russischen Oblast Kaliningrad (Gebiet Königsberg (Preußen)). Zwischen 1946 und 1992 waren sie den drei Namen Berjosowka, Kusnetschnoje und Solnzewo zugeordnet, dann unter dem Namen Berjosowka vereinigt. Sie alle liegen heute im Gebiet der Gwardeiskoje selskoje posselenije (Landgemeinde Gwardeiskoje (Mühlhausen)) im Rajon Bagrationowsk (Kreis Preußisch Eylau).

## Geographische Lage
Das weitflächige Gebiet von Berjosowka liegt nordöstlich der Rajonshauptstadt Bagrationowsk (Preußisch Eylau) und grenzt im Osten direkt an den Rajon Prawdinsk (Kreis Friedland (Ostpreußen)). Mitten durch das Gebiet fließt in nördlicher Richtung die Beisleide (russisch: Reswaja), die später in den Frisching (russisch: Prochladnaja) münden wird.
Durch den Ortsbezirk von Berjosowka ziehen drei Nebenstraßen, die von Gwardeiskoje (Mühlhausen), Tischino (Abschwangen) bzw. von Bagrationowsk und Nadeschdino (Lampasch) kommend sich in dem früher Sossehnen (1946–1992 russisch: Solnzewo) genannten Ortsteil treffen. Im Westen berührt die russische Fernstraße 27A-017 (ex A 195) (ehemalige deutsche Reichsstraße 128) beim früher Perkuiken (1946–1992 russisch: Solnzewo) genannten Ortsteil das Berjosowka-Gebiet.
Eine Bahnanbindung besteht über Bagrationowsk, heute Endpunkt einer Bahnstrecke von Kaliningrad (Königsberg) kommend, die vor 1945 – „Ostpreußische Südbahn“ genannt – bis in das heutige Gebiet Polens hineinreichte.

## Geschichte

### Bis 1945
Die ländliche Siedlung Berjosowka besteht aus acht einzelnen Orten mit jeweils eigener Geschichte. Bis auf Genditten (1946–1992: Kusnetschnoje), das dem 1927 in Landkreis Bartenstein (Ostpr.) umbenannten Landkreis Friedland zugeordnet war, gehörten alle übrigen sieben Orte vor 1945 zum Landkreis Preußisch Eylau, der wie der Landkreis Bartenstein Teil des Regierungsbezirks Königsberg der preußischen Provinz Ostpreußen war.

#### Berjosowka/Groß Sausgarten
Bei dem ehemals Groß Sausgarten genannten Ortsteil handelt es sich um ein weit gestreutes Dorf am Westufer der Beisleide (Reswaja) (Karte). Bis nach Bagrationowsk (Preußisch Eylau) sind es sechs Kilometer. Durch den Ort verläuft die Nebenstraße von Nadeschdino (Lampasch) nach Sossehnen (1946–1992: Solnzewo).
Zwischen 1874 und 1945 war der Gutsbezirk Groß Sausgarten in den Amtsbezirk Romitten (heute russisch: Slawjanowka) – ab 1930 in „Amtsbezirk Naunienen“ (russisch: Berjosowka) umbenannt – eingegliedert. Im Jahre 1910 zählte Groß Sausgarten 277 Einwohner. Am 24. September 1912 wurde der Gutsbezirk Groß Sausgarten in eine Landgemeinde gleichen Namen sumgewandelt. Die Einwohnerzahlen in den Jahren 1993 und 1939 betrugen 278 bzw. 293.
Infolge des Zweiten Weltkrieges kam Groß Sausgarten 1945 zur Sowjetunion und erhielt im Jahre 1946 die russische Bezeichnung „Berjosowka“. 

#### Berjosowka/Naunienen
Die ehedem Naunienen genannte Ortschaft liegt ebenfalls am Westufer der Beisleide (russisch: Reswaja), sechseinhalb Kilometer von Bagrationowsk (Preußisch Eylau) entfernt an der Nebenstraße, die Nadeschdino (Lampasch) mit Sossehnen (1946–1992: Solnzewo) verbindet (Karte). Von 1874 bis 1930 gehörte die Landgemeinde Naunienen zum Amtsbezirk Romitten (russisch: Slawjanowka). Am 28. Mai 1930 wurde Naunienen durch Umbenennung des Amtsbezirks Romitten selber Amtssitz und namensgebender Ort des Amtsbezirks Naunienen, der bis 1945 bestand.
Im Jahre 1910 lebten 87 Einwohner in der Landgemeinde Naunienen, die am 30. September 1928 um die Gutsbezirke (Adlig) Tollkeim (1946–1992: Solnzewo) und Pieskeim (1946–1992: Berjosowka) erweitert wurde. 1933 zählte Naunienen 183, 1939 bereits 204 Einwohner. Im Jahre 1945 kam Naunienen zur Sowjetunion und wurde 1946 „Berjosowka“ genannt.

#### Berjosowka/Pieskeim
Der früher Pieskeim genannte Ort liegt westlich der Beisleide (Reswaja) und nordöstlich der Stadt Bagrationowsk (Preußisch Eylau), die fünfeinhalb Kilometer entfernt ist (Karte). Die Ortschaft ist nach einem Kilometer von der Nebenstraße zwischen Nadeschdino (Lampasch) und Sossehnen (1946–1992: Solnzewo) beim Abzweig Naunienen (1946–1992: Berjosowka) zu erreichen.
Das Gutsdorf Pieskeim war ab 1874 in den Amtsbezirk Romitten. (russisch: Slawjanowka) eingegliedert. 1910 lebten hier 87 Einwohner. Am 30. September 1928 verlor Pieskeim seine Eigenständigkeit und wurde nach Naunienen eingemeindet, das ein Jahr später Amtsdorf für den in Amtsbezirk Naunienen umbenannten Amtsbezirk Romitten wurde. 
Als Kriegsfolge kam auch Pieskeim 1945 zur Sowjetunion und erhielt 1946 den russischen Namen „Berjosowka“.

#### Berjosowka (Kusnetschnoje)/Genditten
Zwölf Kilometer nordöstlich der Stadt Bagrationowsk (Preußisch Eylau) liegt der früher Genditten genannte Ort, der nur auf unwegsamer Straße über Nadeschdino (Lampasch) und Pessotschnoje (Palpasch und Gallitten) zu erreichen ist (Karte). Im Jahre 1874 wurde Genditten dem Amtsbezirk Galben (russisch: Wischnjaki) im Landkreis Friedland zugeordnet. 1910 hatte Genditten 136 Einwohner.
Am 30. September 1928 erhielt die Landgemeinde Genditten „Zuwachs“: die Gutsbezirke Galben (Wischnjaki) und Bögen (Minino) wurden eingemeindet, woraufhin ein Jahr später auch die Umbenennung des Amtsbezirks Galben in Amtsbezirk Gallitten (Pessotschnoje) erfolgte, dem Genditten zugehörte. Die Einwohnerzahlen beliefen sich 1933 auf 407 und 1939 auf 461. 1945 wurde Genditten der Sowjetunion zugetan und erhielt 1946 die russische Bezeichnung „Kusnetschnoje“.

#### Berjosowka (Kusnetschnoje)/Kniepitten
Am Ostufer des Flüsschens Beisleide (russisch: Reswaja) liegt das ehemals Kniepitten genannte Dorf, acht Kilometer nordöstlich von Bagrationowsk (Preußisch Eylau) an der Straße, die von Tischino (Abschwangen) kommend nach Sossehnen (1946–1992: Solnzewo) führt (Karte). Die Landgemeinde Kniepitten wurde 1874 dem Amtsbezirk Romitten (Slawjanowka) zugeordnet, der 1930 in „Amtsbezirk Naunienen“ umbenannt wurde. 1910 wurden hier 111 Einwohner gezählt.
Am 30. September 1928 wurden die Gutsbezirke Romitten und Sossehnen (1946–1992: Solnzewo) nach Kniepitten eingemeindet, so dass die Einwohnerzahl bis 1933 auf 619 und 1939 sogar 779 stieg. 1945 kam Kniepitten zur Sowjetunion und erhielt 1946 den Namen „Kusnetschnoje“.

#### Berjosowka (Solnzewo)/Perkuiken
Fünf Kilometer nordöstlich der Stadt Bagrationowsk (Preußisch Eylau) liegt der kleine Ort mit dem ehemaligen Namen Perkuiken, unmittelbar an der russischen Fernstraße A 195, der früheren deutschen Reichsstraße 128 (Karte). Mit Louisenthal war Perkuiken in die Landgemeinde Knauten (heute russisch: Prudki) innerhalb des Amtsbezirks Knauten eingegliedert, der 1936 in „Amtsbezirk Mühlhausen“ (heute russisch: Gwardeiskoje) umbenannt wurde. 
Am 1. Januar 1936 schließlich wurde die Gemeinde Knauten und damit auch Perkuiken nach Mühlhausen eingemeindet. 
1945 zur Sowjetunion gekommen erhielt Perkuiken 1946 die russische Bezeichnung „Solnzewo“.

#### Berjosowka (Solnzewo)/Sossehnen
Das frühere Gutsdorf mit Namen Sossehnen liegt sieben Kilometer nordöstlich von Bagrationowsk (Preußisch Eylau) am Schnittpunkt der drei Berjosowka durchziehenden Nebenstraßen von Gwardeiskoje (Mühlhausen), Tischino (Abschwangen) bzw. Nadeschdino (Lampasch) (Karte). 1874 kam der Ort zum Amtsbezirk Romitten (heute russisch: Slawjanowka), der 1930 in „Amtsbezirk Naunienen“ (Berjosowka) umbenannt wurde. Im Jahre 1910 lebten hier 67 Einwohner. Am 30. September 1928 verlor Sossehnen seine Eigenständigkeit und wurde Romitten in die Landgemeinde Kniepitten (1946–1992: Kusnetschnoje) eingemeindet. 
1945 der Sowjetunion zugeordnet, erhielt Sossehnen 1946 die russische Bezeichnung „Solnzewo“.

#### Berjosowka (Solnzewo)/Tollkeim
Sechseinhalb Kilometer nordöstlich von Bagrationowsk (Preußisch Eylau) liegt das ehedem Tollkeim (auch Adlig Tollkeim, Köllmisch Tollkeim) genannte Dorf, das über eine Stichstraße von Naunienen (Berjosowka) erreichbar ist (Karte). 1874 zum Amtsbezirk Romitten und 1930 zum Amtsbezirk Naunienen zugehörig, lebten 1910  in Adlig Tollkeim mit dem Wohnplatz Köllmisch Tollkeim 58 Einwohner.
Am 30. September 1928 erfolgte zusammen mit Pieskeim die Eingemeindung nach Naunienen. 1945 kam Tollkeim als Kriegsfolge zur Sowjetunion und erhielt 1946 die russische Bezeichnung „Solnzewo“.

### Seit 1946
Ab 1946 bildeten die ehemaligen deutschen Ortschaften Groß Sausgarten, Naunienen und Pieskeim einen Ort mit dem gemeinsamen russischen Namen „Berjosowka“. Die Ortschaften Genditten und Kniepitten wurden damals zu dem Ort „Kusnetschnoje“, die Ortschaften Perkuiken, Sossehnen und Tollkeim zum Ort „Solnzewo“ zusammengeschlossen. In den Jahren 1992/93 wurden Kusnetschnoje und Solnzewo dem nächstgelegenen Ort Berjosowka zugeordnet.
Berjosowka war bis zum Jahr 2009 in den Nadeschdinski sowjet (Dorfsowjet Nadeschdino (Lampasch)) eingegliedert. Erst seither ist der Ort – aufgrund einer Struktur- und Verwaltungsreform – eine als „Siedlung“ (russisch: possjolok) qualifizierte Ortschaft innerhalb der Gwardeiskoje selskoje posselenije (Landgemeinde Gwardeiskoje (Mühlhausen) im Rajon Bagrationowsk).

## Kirche

### Bis 1945
Die Einwohner der acht heute im Gebiet Berjosowkas liegenden Dörfer Genditten, Groß Sausgarten, Kniepitten, Naunienen, Perkuiken, Pieskeim, Sossehnen und Tollkeim waren vor 1945 fast ausnahmslos evangelischer Konfession. Die meisten Orte waren in das Kirchspiel Schmoditten (heute russisch: Rjabinowka) eingepfarrt, mit Ausnahme von Perkuiken, das zum Kirchspiel Mühlhausen (Gwardeiskoje) gehörte, und Genditten, das dem Kirchspiel Domnau (Domnowo) zugeordnet war. Damit war Genditten in ein Kirchspiel des Kirchenkreises Friedland (Ostpreußen) (heute russisch: Prawdinsk), später Bartenstein (heute polnisch: Bartoszyce) eingegliedert, die übrigen gehörten zum Kirchenkreis Preußisch Eylau (Bagrationowsk), beide aber innerhalb der Kirchenprovinz Ostpreußen der Kirche der Altpreußischen Union.

### Seit 1946
Während der Zeit der Sowjetunion war kirchliches Leben aufgrund staatlicher Repressalien nicht möglich. Erst in den 1990er Jahren entstanden in der Oblast Kaliningrad wieder evangelische Gemeinden, von denen die Dorfkirchengemeinde in Gwardeiskoje (Mühlhausen) und in Domnowo (Domnau) Berjosowka am nächstliegenden sind. Beide sind Filialgemeinden der Auferstehungskirche in Kaliningrad (Königsberg) und damit Teil der Propstei Kaliningrad der Evangelisch-lutherischen Kirche Europäisches Russland (ELKER).